# نه قله
نه قله کوهی است با قله های متعدد در جزیره ونکوور ، بریتیش کلمبیا ، کانادا ، واقع در ۴۰ کیلومتر (۲۵ مایل) شمال شرقی توفینو و ۴ کیلومتر (۲ مایل) جنوب شرقی کوه بزرگ داخلی . 

## تاریخچه
اگرچه قبل از دهه ۱۹۵۰ فعالیت معدنی قابل توجهی در منطقه دریاچه دلا و کوه بزرگ داخلی وجود داشت، هیچ رکوردی از صعود به نه قله ثبت نشده است. اولین صعود ثبت شده توسط میهمانی Syd Watt's باشگاه آلپاین کانادا در جولای بود.

## نحوه دسترسی
کوهنوردان از دریاچه دلا به نه قله می رسند. دو مسیر کم دسترسی به دریاچه دلا عبارتند از:
1. از پایه آبشار دلا ، مسیر کمتری را دنبال میکند که در سمت چپ (جنوب) آبشار قرار دارد. مسیر شیب دار و خزه ای است که نیاز به بالا رفتن از بوته و شاخه دارد.

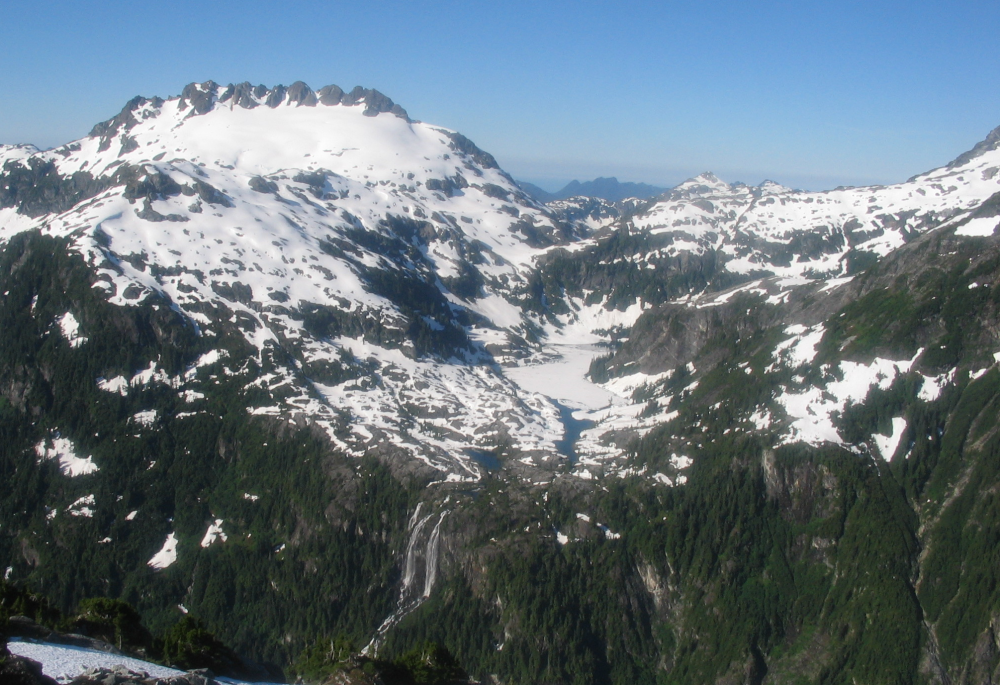
نه قله (سمت چپ)، دریاچه دلا (مرکز) و آبشار دلا (مرکز پایین)، از شرق نزدیک دریاچه عشق

2. از دریاچه بِدول، از کوه داخلی بزرگ بالا میرود، از قله جنوبی آن (Marjorie's Load) عبور میکند و به سمت گذرگاه غرب دریاچه دلا فرود می آید.